# خالد مسعد
خالد مسعد المولد ، لاعب كرة قدم سعودي سابق، من مواليد 23 نوفمبر 1971 في مدينة جدة غرب السعودية، لاعب سابق لأندية الأهلي والاتحاد كما مثل المنتخب السعودي.
يلعب مسعد في مركز الوسط الأيسر، وله شقيق لعب في فترة سابقة مع الأهلي وهو محمد مسعد. ويعتبر المكتشف الحقيقي لهذا اللاعب هو الكابتن والمدرب السابق بدر اليوبي.

## مسيرته الكروية
بدأ خالد مسعد اللعب مع الأهلي عام 1402 حيث كان ضمن فريق الناشئين، قبل أن يقوم البرازيلي الشهير تيلي سانتانا بتصعيده للفريق الأول عام 1406 وهو لم يتجاوز بعد الـ17 عاماً، ومنذ ذلك العام لم يتوقف عن اللعب مع الأهلي ضمن التشكيلة الأساسية.
وما يدلل على موهبة مسعد الفذة أنه شارك في كأس العالم للناشئين مرتين في الصين 85 وكندا 86، كما شارك مع منتخب الشباب في كأس العالم بتشيلي 87م، ولعب مع المنتخب الأولمبي في عام 88 وهو نفس العام الذي شهد انضمامه للمنتخب الأول وساهم فيه بتحقيق كأس آسيا 88م.
يتميز مسعد بالعديد من المزايا التي جعلته ينضم سريعاً للمنتخب الأول لكرة القدم في عام 1988م، ومن أبرزها القدم القوية والتي تمكنه من التسديد من مسافات بعيدة، إضافة لدقة التمريرات وخاصة الطويلة باتجاه المهاجمين.
ومن الأمور التي قد لا يمكن تصديقها، أن خالد مسعد النجم المميز والذي حاز على أفضل لاعب عربي عام 92م، لم يحصل سوى على بطولتين مع الأهلي كانت عامي 1998 كأس ولي العهد و 2001 كأس الأمير فيصل بن فهد وكان له كلمة الحسم بتسجيله هدفين في مباراة نهائي كاس ولي العهد أماً عن كأس الأمير فيصل بن فهد لم يشارك باللقاء النهائي ولكن كان متواجدًا لحظة التتويج كقائد رفع الكأس من خلالها بالمنصة.
وقبل بطولة كأس ولي العهد 1998م شارك مع الأخضر في كاس العالم 94م وكأس آسيا 96 التي حققها المنتخب.
وأعلن في عام 2001 انتقاله للغريم التقليدي نادي الاتحاد في قرار أثير حوله الكثير من الجدل، ولعب مع الاتحاد مباريات قليلة رسمية ساهم في تحقيق دوري 1421هـ ولكنه انقطع عن اللعب بعد ذلك حتى تم إعلان ابتعاده عن الكرة عام 1423هـ.
وكان وقتها في قمة حزنه بعد تركه للكرة وهو يرى تاريخه يتمزق بفعل فاعل لم يتمالك من نثر دموعه على الملأ غير مرة تارة في استاد الأمير عبد الله الفيصل في جدة الذي شهد بداية تاريخه المجيد وتارة في ملعب الأهلي وأخرى في أكاديمية النادي ورابعة أمام رفاقه وأصدقائه.

## الإحصائيات

### دوليا

#### الأهداف الدولية
- قائمة الأهداف والنتائج مع منتخب السعودية الأول.

| #      | التاريخ        | الملعب                                 | الخصم            | النتيجة | المنافسة                      | سجل |
| ------ | -------------- | -------------------------------------- | ---------------- | ------- | ----------------------------- | --- |
| 1      | 28 سبتمبر 1990 | بكين، الصين                            | اليابان          | 2–0     | الألعاب الآسيوية الشتوية 1990 | 1   |
| 2      | 14 سبتمبر 1992 | حلب، سوريا                             | الكويت           | 2–0     | كأس العرب 1992                | 1   |
| 3      | 15 أكتوبر 1992 | الرياض، المملكة العربية السعودية       | الولايات المتحدة | 3–0     | كأس الملك فهد 1992            | 1   |
| 4      | 31 أكتوبر 1992 | هيروشيما، اليابان                      | قطر              | 1–1     | كأس آسيا 1992                 | 1   |
| 5      | 4 ديسمبر 1992  | الدوحة، قطر                            | عمان             | 2–0     | كأس الخليج العربي 1992        | 1   |
| 6      | 6 ديسمبر 1992  | الدوحة، قطر                            | الكويت           | 2–1     | كأس الخليج العربي 1992        | 1   |
| 7      | 1 مايو 1993    | كوالالمبور، ماليزيا                    | ماكاو            | 6–0     | تصفيات كأس العالم 1994        | 1   |
| 8      | 3 مايو 1993    | كوالالمبور، ماليزيا                    | ماليزيا          | 1–1     | تصفيات كأس العالم 1994        | 1   |
| 9      | 14 مايو 1993   | الرياض، المملكة العربية السعودية       | ماكاو            | 8–0     | تصفيات كأس العالم 1994        | 1   |
| 10، 11 | 6 أكتوبر 1993  | محافظة الخبر، المملكة العربية السعودية | روسيا            | 4–2     | مباراة ودية                   | 2   |
| 12     | 18 أكتوبر 1993 | الدوحة، قطر                            | كوريا الشمالية   | 2–1     | تصفيات كأس العالم 1994        | 1   |
| 13     | 10 نوفمبر 1994 | أبوظبي، الإمارات العربية المتحدة       | البحرين          | 3–1     | كأس الخليج العربي 12          | 1   |
| 14     | 17 ديسمبر 1994 | الرياض، المملكة العربية السعودية       | كوستاريكا        | 1–3     | مباراة ودية                   | 1   |
| 15، 16 | 3 أكتوبر 1996  | محافظة الخبر، المملكة العربية السعودية | نيوزيلندا        | 3–0     | مباراة ودية                   | 2   |
| 17     | 21 أكتوبر 1996 | مسقط، سلطنة عمان                       | البحرين          | 3–1     | كأس الخليج العربي 13          | 1   |
| 18     | 6 نوفمبر 1996  | الرياض، المملكة العربية السعودية       | بلغاريا          | 1–0     | مباراة ودية                   | 1   |
| 19     | 14 نوفمبر 1996 | الرياض، المملكة العربية السعودية       | سوريا            | 3–1     | مباراة ودية                   | 1   |
| 20     | 5 ديسمبر 1996  | دبي، الإمارات العربية المتحدة          | تايلاند          | 6–0     | كأس آسيا 1996                 | 1   |
| 21     | 20 مارس 1997   | كوالالمبور، ماليزيا                    | بنغلاديش         | 4–1     | تصفيات كأس العالم 1998        | 1   |
| 22، 23 | 29 مارس 1997   | جدة، المملكة العربية السعودية          | ماليزيا          | 3–1     | تصفيات كأس العالم 1998        | 2   |
| 24     | 31 مارس 1997   | جدة، المملكة العربية السعودية          | تايبيه الصينية   | 6–0     | تصفيات كأس العالم 1998        | 1   |
| 25     | 25 سبتمبر 1997 | الرياض، المملكة العربية السعودية       | مالي             | 5–1     | مباراة ودية                   | 1   |
| 26     | 17 أكتوبر 1997 | مدينة الكويت، الكويت                   | الكويت           | 1–2     | تصفيات كأس العالم 1998        | 1   |
| 27     | 24 أكتوبر 1997 | الرياض، المملكة العربية السعودية       | إيران            | 1–0     | تصفيات كأس العالم 1998        | 1   |
| 28     | 6 نوفمبر 1997  | الرياض، المملكة العربية السعودية       | الصين            | 1–1     | تصفيات كأس العالم 1998        | 1   |

## بطولاته وانجازاته

### الجماعية
- مع الأهلي :
- كأس ولي العهد 1998م.
- كأس الإتحاد السعودي 2001م.

- مع الإتحاد :
- بطولة الدوري السعودي 2001م.
- كأس السوبر السعودي المصري 2001م.
- كأس سمو الأمير عبدالمجيد بن عبدالعزيز 2002م.
- بطولة الدوري السعودي 2003م.

- مع المنتخب الوطني :
- كأس آسيا (2): 1988، 1996
- كأس آسيا للناشئين (1): 1985م.
- كأس آسيا للشباب (1): 1986م.
- كأس الخليج (1): 1994م.
- المشاركة في نهائيات كأس العالم (2): 1994م في أمريكا، 1998م في فرنسا.
- المشاركة في كأس القارات (3): 1992م، 1995م، 1997م.
- المشاركة في كأس العالم تحت 20 عام بتشيلي في عام 1987م.
- المشاركة في كأس العالم تحت 17 عام (2): 1985م في الصين، 1986م في كندا.

### الفردية
- أفضل لاعب في كأس العرب 1992م للمنتخبات في سوريا.
- أفضل لاعب عربي 1992م من مجلة الرياضي الكويتية.
- ثالث أفضل لاعب آسيوي 1992م.
- أفضل لاعب خليجي 1996م.
- أفضل لاعب عربي 1996م من مجلة الحدث اللبنانية.
- أعلن الإتحاد الآسيوي لكرة القدم تواجده ضمن تشكيلة فريق النجوم لكأس آسيا 1996م.
- هداف المنتخب السعودي في تصفيات كأس العالم 1998م.
- شارك ضمن فريق نجوم العالم ( World Xi ) في فرنسا عام 2000م.
- أُختير من الإتحاد الدولي لكرة القدم ضمن أفضل 10 لاعبين في العقد في قارة آسيا ( 1991 - 2000 ).
- إختار الفيفا عام 2009 هدفه في أمريكا في كأس القارات النسخة الأولى 1992م ضمن أفضل 13 هدف في تاريخ البطولة.
- حصل على جائزة رجل المباراة في 22 مباراة في مسيرته مع المنتخب السعودي.
- أكثر لاعب خط وسط بتاريخ المنتخب السعودي تسجيلًا للأهداف ( 28 هدف ).

### أرقام وأولويات
- أول لاعب سعودي يشارك في جميع مراحل نهائيات كأس العالم ( منتخب أول، شباب، ناشئين ).
- أول لاعب سعودي يحقق كأس آسيا في جميع مراحلها ( منتخب أول، شباب، ناشئين ).
- أكثر لاعب في المنتخب السعودي حصدًا لجائزة رجل المباراة في فترته.
- لاعب الوسط الوحيد في تاريخ المنتخب السعودي الذي حصل على هداف تصفيات كأس العالم.
- أكثر لاعب في خط الوسط بتاريخ المنتخب السعودي تسجيلًا للأهداف بواقع 28 هدف.
- أول لاعب يسجل الهدف الذهبي في البطولات السعودية وذلك عام 1998م في نهائي كأس ولي العهد أمام نادي الرياض.
- أول لاعب وقائد للنادي الأهلي يرفع بطولة كأس الإتحاد السعودي وذلك عام 2001م.

## كأس آسيا 1996م
قدم الأنيق خالد مسعد بطولة رائعة بجانب زملائه وقد تجاوزوا عدة منتخبات حتى حققوا اللقب ومن اللحظات التي لا تنسى لخالد مسعد هي تضيعه للركلة الترجيحية أمام إيران ورغم ذلك تأهل الأخضر للنهائي حينها عزم الأنيق بتعويض الجميع عن ضياع هذه الركلة وقدم مباراة نهائية بطولية حيث لعب خالد مسعد في خانتين في هذه المباراة وهي جناح أيسر وظهير أيسر بعد طرد حسين عبدالغني ورُبما القدر أنصف خالد بعد هذه المباراة الرائعة بأن يسدد الركلة الحاسمة التي أعلن من خلالها تحقيق المنتخب السعودي كأس آسيا للمرة الثالثة.

## نهائي كأس ولي العهد 1998م
مباراة في ذاكرة الأهلاويين وخالد مسعد بالتحديد في عام 1998م وصل الأهلي إلى نهائي كأس ولي العهد أمام نادي الرياض عقب أن تخطى منافسه نادي الشباب في دور نصف النهائي ودخل النادي الأهلي حينها المباراة وهو غائب عن البطولات لمدة وصلت إلى 12 عام. مباراة دراماتيكية ونهائي مثير بين الفريقين، الأنيق خالد مسعد يبدأ الشوط الثاني بتسجيل هدف التقدم للأهلي عن طريق الهدف الثاني وعادل نادي الرياض النتيجة في دقائق تليها إلا أن وصلت إلى الأشواط الإضافية وبعد مرور دقائق يأتي الأنيق مسعد بضربة رأسية تسكن شباك نادي الرياض مسجلا الهدف الذهبي وبشكل رسمي الأهلي بطلا لكأس ولي العهد بالهدف الذهبي ويعود للألقاب بعد غياب.

## روابط خارجية
- خالد مسعد على موقع الاتحاد الدولي (مؤرشف)  (الإنجليزية)
- خالد مسعد على موقع قاعدة بيانات كرة القدم.إي يو (الإنجليزية)
- خالد مسعد على موقع ناشيونال فوتبول تيمز (الإنجليزية)
- خالد مسعد على موقع Soccerway.com (الإنجليزية)